# 中村義洋
中村義洋（日语：／ Nakamura Yoshihiro，1970年8月25日—），日本茨城縣人，日本電影導演、編劇。就讀日本成城大學期間，以八釐米短片《五月雨廚房》入圍1993年的PIA影展大獎（PIA Film Festival），畢業後曾擔任崔洋一、平山秀幸、伊丹十三等人的副導。

1999年以處女作《Local News》出道，至2005年為止的執導作多為恐怖驚悚題材。出道以來所執導或參與編劇的作品多改編自漫畫或文學小說，其中又以日本作家伊坂幸太郎的作品居多，包括電影《家鴨與野鴨的置物櫃》、《一首PUNK歌救地球》、《Golden Slumbers：宅配男與披頭四搖籃曲》與《洋芋片》在內，自2007年至2012年間已四度與伊坂幸太郎合作。

## 人物
- 曾於日本WOWOW電視台的節目《THE PRIMESHOW》（2013年3月11日播出）當中表示，自己有個三歲的兒子。
- 關於自身創造力的根源，舉出了兩部電影《漢娜姊妹》（Hannah and Her Sisters）與《女稅務員》（マルサの女）。
- 將作品改拍為電影時，通常會先和原著作者見面，雙方討論後才著手撰寫劇本。但改編作家伊坂幸太郎的作品時，由於閱讀時便深深覺得伊坂的世界跟自己的很相似，因此在寫完劇本後才和伊坂見面[3]。
- 最常合作的演員是濱田岳，至2019年為止已合作八次。

## 作品列表

### 參與編劇列表
| 電影中文片名／日文片名／原著作品                               | 導演     | 編劇                   | 音樂                 | 主演                     | 日本／台灣映期     |
| -------------------------------------------------------------- | -------- | ---------------------- | -------------------- | ------------------------ | ------------------ |
| 人渣（暫譯） 人間の屑 町田康〈人間の屑〉（收錄於《夫婦茶碗》） | 中嶋竹彥 | 中村義洋               | 黑光雄輝             | 村上淳                   | 2001/03 未在台上映 |
| 鬼水怪談 仄暗い水の底から 鈴木光司《鬼水怪談》                 | 中田秀夫 | 中村義洋 鈴木謙一      | 川井憲次             | 黑木瞳 小日向文世        | 2002/01 2002/08    |
| Last Scene 水銀燈下死 ラストシーン --                          | 中田秀夫 | 中村義洋 鈴木謙一      | ゲイリー芦屋         | 西島秀俊                 | 2002/11 未在台上映 |
| 戀愛之歌（暫譯） 恋に唄えば♪ --                                | 金子修介 | 中村義洋 鈴木謙一      | 朝川朋之             | 優香 竹中直人 玉山鐵二   | 2002/11 未在台上映 |
| 刑務所之中（暫譯） 刑務所の中 花輪和一《刑務所の中》           | 崔洋一   | 崔洋一 鄭義信 中村義洋 | 佐佐木次彥           | 山崎努 香川照之          | 2002/12 未在台上映 |
| 再見了，可魯 クイール 石黑謙吾、秋元良平《再見了，可魯》       | 崔洋一   | 丸山昇一 中村義洋      | 栗コーダーカルテット | 小林薫 椎名桔平 香川照之 | 2004/03 2004/11    |

### 執導電視劇列表
| 中文片名／日文片名／原著作品                                       | 編劇            | 主演                         | 年份                |
| ------------------------------------------------------------------ | --------------- | ---------------------------- | ------------------- |
| 《角川靈幻三部曲 日本恐怖之夜：蜘蛛女》 日本の怖い夜「くも女」 --  | 中村義洋        | 遠藤章造 岡田義德 深浦加奈子 | 2004（TBS電視台）   |
| 《眾星拱日村》第七回〈埋伏〉（暫譯） イロドリヒムラ「張り込み」 -- | 鈴木謙一        | 日村勇紀 坂井真紀            | 2012（TBS電視台）   |
| 《預告犯-THE PAIN-》 予告犯-THE PAIN- 筒井哲也《預告犯》           | 林民夫 田中洋史 | 東山紀之 戶田惠梨香          | 2015（WOWOW電視台） |

### 執導電影列表
列表中之中文片名，已發行台版DVD者或曾參展者優先採用其片名，其餘則採用港譯、原著譯名或暫譯。
| 中文片名／日文片名／原著作品                                                                                               | 編劇                     | 音樂              | 主演                                                  | 日本／台灣映期                    |
| --- | ------------------------ | ----------------- | ----------------------------------------------------- | --------------------------------- |
| Local News（暫譯） ローカルニュース --                                                                                     | 中村義洋                 | 原田智弘 小川周二 | 長谷巌一郎                                            | 1999 未在台上映                   |
| 怪奇! 鬼胎纏身（港譯） 日野日出志のザ・ホラー怪奇劇場-私の赤ちゃん 日野日出志《胎児異変わたしの赤ちゃん》                  | 寺内光太郎               |                   | 有坂來瞳 池内萬作                                     | 2004/10 未在台上映                |
| 禁止入座（暫譯） あそこの席 山田悠介《禁止入座》                                                                           | 鈴木謙一                 | 藤野智香          | 阪田瑞穗 細田義彥                                     | 2005 未在台上映                   |
| @babymail（暫譯） @ベイビーメール 山田悠介《鬼來信》                                                                       | 鈴木謙一                 |                   | 松田圓                                                | 2005/09 未在台上映                |
| Booth（暫譯） 絶対恐怖 Booth ブース --                                                                                     | 中村義洋                 |                   | 佐藤隆太                                              | 2005/11 未在台上映                |
| 225漫遊異境 ルート225 藤野千夜《225失落的密徑》（或《225號公路》）                                                         | 林民夫                   | 江藤直子          | 多部未華子                                            | 2006/03 2009高雄電影節            |
| 家鴨與野鴨的置物櫃 アヒルと鴨のコインロッカー 伊坂幸太郎《家鴨與野鴨的投幣式置物櫃》                                       | 中村義洋                 | 菊池幸夫          | 濱田岳 瑛太 關惠美 大塚寧寧 松田龍平                  | 2007/05 2009高雄電影節            |
| 白色榮光 チーム・バチスタの栄光 海堂尊《白色榮光》                                                                         | 斉藤ひろし 蒔田光治      | 佐藤直紀          | 竹内結子 阿部寛                                       | 2008/02 2008/05                   |
| 運動裝二人組 ジャージの二人 長嶋有《ジャージの二人》                                                                       | 中村義洋                 | 大橋好規          | 堺雅人 鮎川誠                                         | 2008/07 2009高雄電影節            |
| 一首PUNK歌救地球 フィッシュストーリー 伊坂幸太郎〈Fish Story〉 （收錄於《Fish Story：龐克救地球》）                        | 林民夫                   | 菊池幸夫 齊藤和義 | 伊藤淳史 高良健吾 濱田岳 多部未華子 森山未來 大森南朋 | 2009/03 2009高雄電影節 2010/01    |
| 白色榮光2：急診室疑雲 ジェネラル・ルージュの凱旋 海堂尊《白色榮光：染血將軍的凱旋》                                        | 斉藤ひろし 中村義洋      | 佐藤直紀          | 竹内結子 阿部寛 堺雅人 羽田美智子 山本太郎            | 2009/03 2009/11                   |
| Golden Slumbers ゴールデンスランバー 伊坂幸太郎《Golden Slumbers：宅配男與披頭四搖籃曲》                                   | 中村義洋 林民夫 鈴木謙一 | 齊藤和義          | 堺雅人 竹內結子                                       | 2010/01 未在台上映                |
| 布丁武士 ちょんまげぷりん 荒木源《布丁武士》                                                                               | 中村義洋                 | 安川午朗          | 錦戶亮 友坂理惠 鈴木福                                | 2010/07 2010/12                   |
| 神怪小王子 映画 怪物くん 藤子不二雄A《怪物小鬼》                                                                           | 西田征史                 | 井筒昭雄          | 大野智                                                | 2011/11 未在台上映                |
| 洋芋片 ポテチ 伊坂幸太郎〈洋芋片〉 （收錄於《Fish Story：龐克救地球》）                                                    | 中村義洋                 | 齊藤和義          | 濱田岳 木村文乃 大森南朋 石田惠理 中村義洋 竹內結子   | 2012/05 2012高雄電影節 2013/01/04 |
| 各位，再見了（暫譯） みなさん、さようなら 久保寺健彥《みなさん、さようなら》                                               | 林民夫 中村義洋          | 安川午朗          | 濱田岳 倉科加奈 永山絢斗                              | 2013/01/26 未在台上映             |
| 這一生，至少當一次傻瓜 奇跡のリンゴ 石川拓治《這一生，至少當一次傻瓜─木村阿公的奇蹟蘋果》                                  | 吉田實似 中村義洋        | 久石讓            | 阿部貞夫 菅野美穗                                     | 2013/06/08 2013/12/06             |
| 橘子醬夫人的異常之謎：山童（暫譯） マダム・マーマレードの異常な謎「やまわろわ」 脫出遊戲「マダム・マーマレードの異常な謎」 | 中村義洋                 |                   | 川口春奈 高畑淳子                                     | 2013/10/25 未在台上映             |
| 白雪公主殺人事件 白ゆき姫殺人事件 湊佳苗《白雪公主殺人事件》                                                               | 林民夫                   | 安川午朗          | 井上真央 綾野剛                                       | 2014/03 2014台北電影節 2014/07/18 |
| 預告犯 予告犯 筒井哲也《予告犯》                                                                                           | 林民夫                   |                   | 生田斗真 戶田惠梨香                                   | 2015/06/06 2015/12/04             |
| 《鬼談百景》之〈超車〉 鬼談百景 小野不由美〈超車〉（收錄於《鬼談百景》）                                                   | 鈴木謙一                 | 安川午朗          |                                                       | 2016/01/23 未在台上映             |
| 殘穢：被詛咒的房間 残穢－住んではいけない部屋－ 小野不由美《殘穢》                                                         | 鈴木謙一                 | 安川午朗          | 竹內結子 橋本愛                                       | 2016/01/30 2016/04/15             |
| 殿下萬萬稅 殿、利息でござる！ 磯田道史《無私的日本人》（暫譯）                                                             | 鈴木謙一                 | 安川午朗          | 阿部貞夫 瑛太 妻夫木聰                                | 2016/05/14 2016/09/30             |
| 忍者之國 忍びの国 和田龍《忍者之國》                                                                                       | 和田龍                   |                   | 大野智 石原聰美                                       | 2017/07/01 2017/11/24             |
| 浪人47愁錢中 決算！忠臣蔵 山本博文《決算忠臣藏 : 從帳冊史料解讀元祿赤穗事件的真相》                                        | 中村義洋                 | 高見優            | 堤真一 岡村隆史                                       | 2019/11/22 2020/04/17             |
| 陰陽眼見子 見える子ちゃん 泉朝樹《陰陽眼見子》                                                                             | 中村義洋                 | 堤博明            | 原菜乃華                                              | 2025/06/06                        |

## 獲獎紀錄
- 2007年，以執導作《家鴨與野鴨的置物櫃》獲得「新藤兼人獎」金獎。
- 2007年，執導作《家鴨與野鴨的置物櫃》獲選為《FLIX》雜誌年度十大日本電影[12]、第12屆日本網路電影大獎第五名[13]。
- 2009年，執導作《一首PUNK歌救地球》獲選為大都會雜誌（Metropolis）2000-2009之十大日本電影[14]。
- 2013年，執導作《這一生，至少當一次傻瓜》獲得第三屆佛羅倫斯電影節觀眾獎[15]。
- 2015年，執導作《白雪公主殺人事件》入圍第38屆日本奧斯卡最佳女主角獎（井上真央）。
- 2020年，執導作《浪人47愁錢中》獲得第43屆日本奧斯卡話題獎（作品部門）[16]。

## 外部連結
1. 電影《Golden Slumbers》日文官方網站
2. 電影《布丁武士》日文官方網站[永久]
3. 電影《神怪小王子》日文官方網站（页面存档备份，存于）
4. 電影《洋芋片》日文官方網站
5. 電影《各位，再見了》日文官方網站（页面存档备份，存于）
6. 電影《這一生，至少當一次傻瓜》日文官方網站（页面存档备份，存于）
7. 電影《這一生，至少當一次傻瓜》台灣預告片（页面存档备份，存于）
8. 電影《白雪公主殺人事件》日文官方網站
9. 電影《預告犯》日文官方網站（页面存档备份，存于）